# Birmânia nos Jogos Olímpicos de Verão de 1948
A Birmânia (atual Mianmar ) participou dos Jogos Olímpicos de Verão de 1948 em Londres, no Reino Unido. Nesta participação, o país não conquistou nenhuma medalha.